# اوگونوو (استان اوپوله)
اوگونوو (به لهستانی: Ogonów) یک منطقهٔ مسکونی در لهستان است که در گمینا کامیننگک واقع شده‌است.